# Орографія

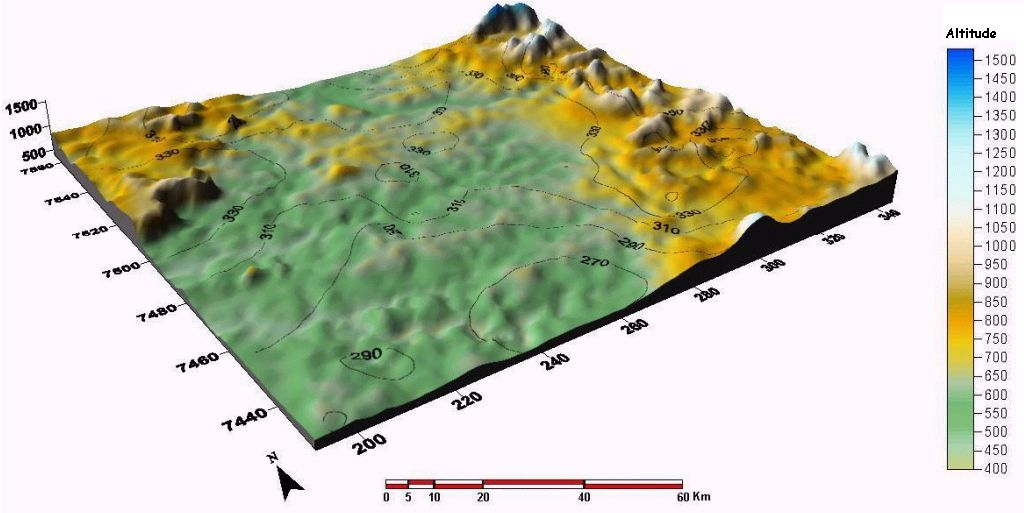
Орографія центрально-східної частини штату Сан-Паулу, Бразилія

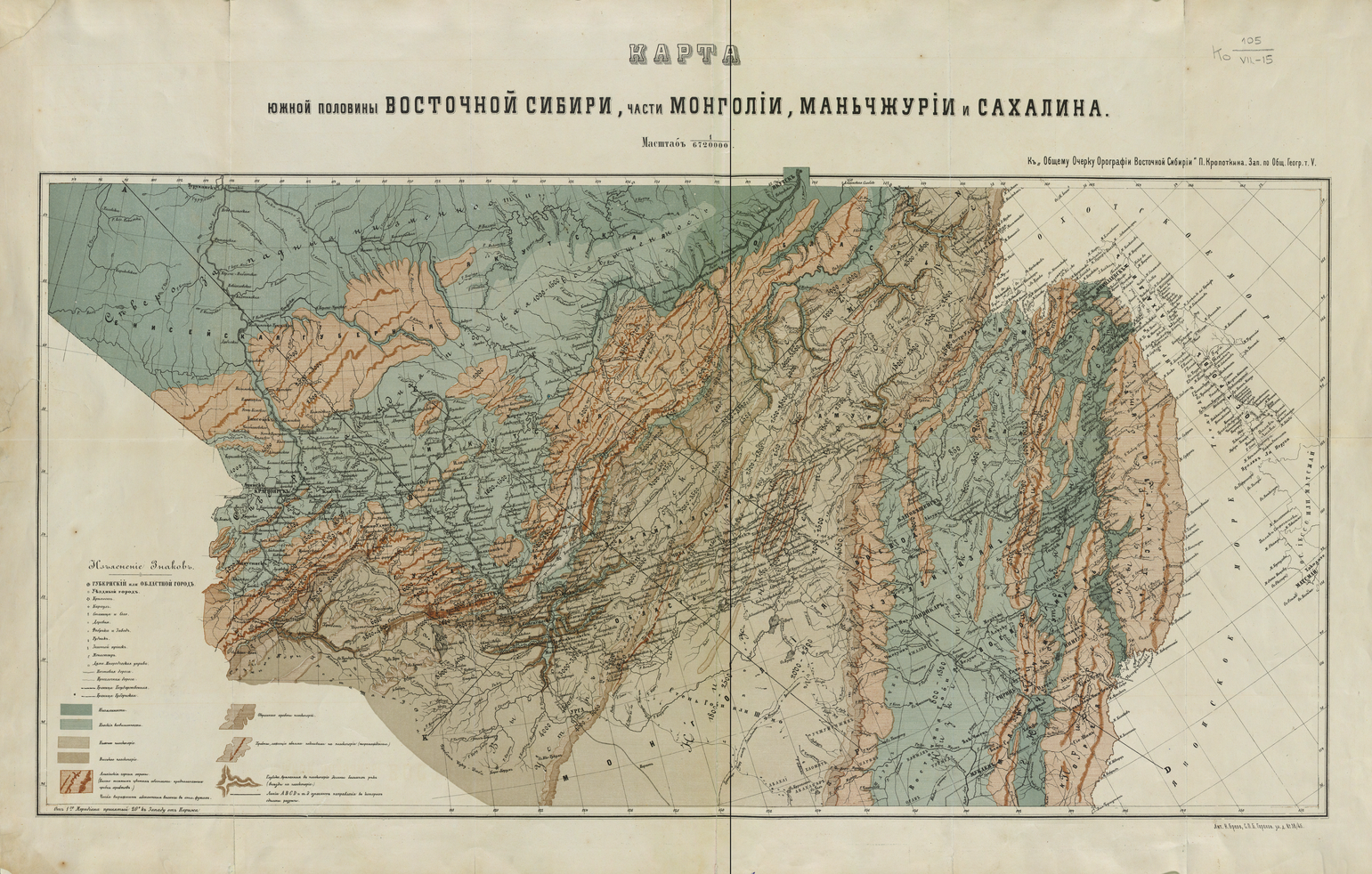
Орографічна карта Східного Сибіру, зроблена Петром Кропоткіним 1875 року

Орографія (дав.-гр. όρος — гора, γραφία — писати) — розділ геоморфології та фізичної географії, який описує різні форми рельєфу (хребтів, плато, рівнин, долин, западин, височин, улоговин, тощо) та їх класифікує за зовнішніми ознаками незалежно від походження. Синонім — морфографія.
При описі різних форм рельєфу вказується місце розташування, орієнтування за сторонами горизонту, наводяться кількісні характеристики: довжина, площа, висота, глибина, густота розчленованості річковою мережею та інші, крутизна поверхонь і схилів. Орографічний опис важливий для проектування використання території.
У туризмі при описі маршрутів часто зустрічається термін «орографічно», що застосовується по відношенню до гори, височини. Наприклад, орографічно лівий або орографічно правий берег (наприклад: річки, долини, морени, хребта та іншої форми рельєфу, пов'язаної з перепадом висот) означає, що вони знаходяться відповідно зліва чи справа по відношенню до гори, звідки вони беруть початок.